# Skin and Bones (DVD)
Skin and Bones – drugie DVD amerykańskiego zespołu rockowego Foo Fighters, wydane 7 listopada 2006. DVD jest nagraniem koncertu, który odbył się w Pantages Theater w Los Angeles 29, 30 i 31 sierpnia 2006. Nagrania utworów zagranych na koncercie zostały umieszczone na albumie koncertowym Skin and Bones. DVD uzyskało status podwójnej platynowej płyty w Australii. 

## Lista utworów
Sporządzono na podstawie materiału źródłowego.
1. "Intro" - 6:05
2. "Razor" - 5:55
3. "Over And Out" - 8:06
4. "On The Mend" - 4:43
5. "Walking After You" - 5:20
6. "Still" - 5:43
7. "Marigold" - 3:27
8. "My Hero" - 6:14
9. "Next Year" - 4:42
10. "Another Round" - 5:30
11. "See You" - 11:50
12. "Cold Day In The Sun" - 5:08
13. "Big Me" - 2:51
14. "What If I Do?" - 8:36
15. "Skin And Bones" - 4:07
16. "Ain't It The Life" - 4:38
17. "February Stars" - 5:50
18. "Times Like These" - 14:50
19. "Friend Of A Friend" - 3:48
20. "Best of You" - 5:59
21. "Everlong" - 9:09